# Riqueza
Riqueza is een gemeente in de Braziliaanse deelstaat Santa Catarina. De gemeente telt 5.126 inwoners (schatting 2009).

## Aangrenzende gemeenten
De gemeente grenst aan Caibi, Descanso, Iporã do Oeste, Iraceminha en Mondaí.